# Sóweczka kasztanowata
Sóweczka kasztanowata (Glaucidium mooreorum) – gatunek małego ptaka z rodziny puszczykowatych (Strigidae). Występuje endemicznie we wschodniej Brazylii (wschodnie Pernambuco). Został naukowo opisany w 2003 roku na łamach czasopisma „Ararajuba”. IUCN uznaje go za gatunek krytycznie zagrożony (prawdopodobnie wymarły).
MorfologiaDługość ciała około 13 cm; masa ciała około 51 g.
EkologiaObserwowano te sowy wysoko w koronach drzew na skraju wilgotnego lasu nizinnego, od poziomu morza do 150 m n.p.m. Widziano jak zjada dużą cykadę (Cicadidae); przypuszczalnie żywi się różnymi gatunkami owadów oraz małych ssaków i gadów.
StatusPopulacja tego gatunku jest bardzo mała i ciągle się zmniejsza wskutek utraty siedlisk, a zasięg występowania również jest niezwykle mały. Możliwe, że gatunek ten już wymarł – od 2001 roku nie odnotowano żadnych stwierdzeń; jeśli przetrwał, to jego populacja liczy mniej niż 50 dorosłych osobników.